# 1039
| Calendário gregoriano                                                        | 1039 MXXXIX                                          |
| Ab urbe condita                                                              | 1792                                                 |
| Calendário arménio                                                           | 488 – 489                                            |
| Calendário bahá'í                                                            | -805 – -804                                          |
| Calendário budista                                                           | 1583                                                 |
| Calendário chinês                                                            | 3735 – 3736 Início a 27 de janeiro (aproximadamente) |
| Calendário copta                                                             | 755 – 756                                            |
| Calendário etíope                                                            | 1031 – 1032                                          |
| Calendários hindus - Vikram Samvat - Calendário nacional indiano - Cáli Iuga | 1094 – 1095 960 – 961 4139 – 4140                    |
| Calendário Holoceno                                                          | 11039                                                |
| Calendário islâmico                                                          | 430 – 431                                            |
| Calendário judaico                                                           | 4799 – 4800                                          |
| Calendário persa                                                             | 417 – 418                                            |
| Calendário rúnico                                                            | 1289                                                 |
| Calendário solar tailandês                                                   | 1582                                                 |

1039 (MXXXIX, na numeração romana) foi um ano comum do século XI do Calendário Juliano, da Era de Cristo, e a sua letra dominical foi G (52 semanas), teve início numa segunda-feira e terminou também numa segunda-feira.
No território que viria a ser o reino de Portugal estava em vigor a Era de César que já contava 1077 anos.
| Ano completo                         |
| ------------------------------------ |
| Ano comum com início à segunda-feira |

## Mortes
- 1 de Setembro - Gonçalo Trastamires, 2º senhor da Maia e um dos conquistadores de Montemor, nasceu no ano 1000.
- Conrado II, Sacro Imperador Romano-Germânico n. 990.